# Relació massa-càrrega
La relació massa-càrrega (m/Q) és una magnitud física que relaciona la massa (quantitat de matèria) i la càrrega elèctrica d'una partícula determinada, expressada en unitats de quilograms per coulomb (kg/C). S'utilitza més àmpliament en l'electrodinàmica de partícules carregades, per exemple, en òptica electrònica i òptica iònica.
Apareix en els camps científics de la microscòpia electrònica, els tubs de raigs catòdics, la física d'acceleradors, la física nuclear, l'espectroscòpia electrònica Auger, la cosmologia i l'espectrometria de masses. La importància de la relació massa-càrrega, segons l'electrodinàmica clàssica, rau en el fet que dues partícules amb la mateixa relació massa-càrrega es mouen en el mateix camí en el buit, quan se sotmeten als mateixos camps elèctrics i magnètics.

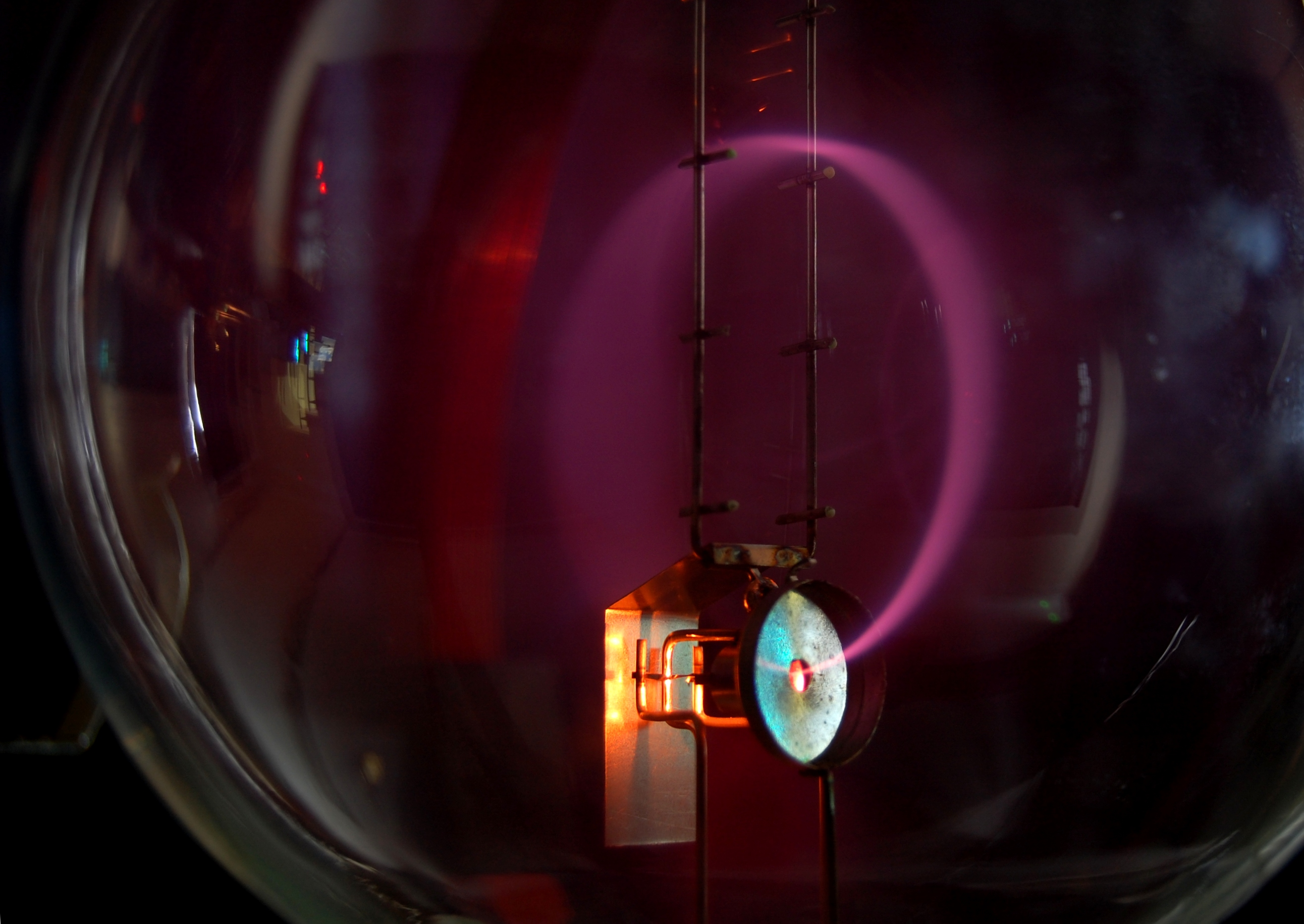
Feix d'electrons que es mouen en cercle en un tub Teltron, a causa de la presència d'un camp magnètic. La llum porpra s'emet al llarg del camí dels electrons, a causa de la col·lisió dels electrons amb les molècules de gas de la bombeta. La relació massa-càrrega de l'electró es pot mesurar en aquest aparell comparant el radi del cercle lila, la força del camp magnètic i el voltatge del canó d'electrons. La massa i la càrrega no es poden mesurar per separat d'aquesta manera, només la seva relació.

Algunes disciplines utilitzen la relació càrrega-massa (Q/m), que és la inversa multiplicativa de la relació massa-càrrega. El valor recomanat per CODATA per a un electró és  Q/m = −1,758 820 150(44) × 1011 C/kg.

## Origin
Quan les partícules carregades es mouen en camps elèctrics i magnètics, s'apliquen les dues lleis següents:
- Llei de la força de Lorentz :{\displaystyle \mathbf {F} =Q(\mathbf {E} +\mathbf {v} \times \mathbf {B} ),}
- Segona llei del moviment de Newton :{\displaystyle \mathbf {F} =m\mathbf {a} =m{\frac {\mathrm {d} \mathbf {v} }{\mathrm {d} t}}}on F és la força aplicada a l'ió, m és la massa de la partícula, a és l'acceleració, Q és la càrrega elèctrica, E és el camp elèctric i v × B és el producte vectorial de la velocitat de l'ió i la densitat de flux magnètic.

Aquesta equació diferencial és l'equació clàssica del moviment de les partícules carregades. Juntament amb les condicions inicials de la partícula, determina completament el moviment de la partícula en l'espai i el temps en termes de m/Q. Així, els espectròmetres de masses es podrien considerar com a "espectròmetres de massa a càrrega". Quan es presenten dades en un espectre de masses, és comú utilitzar l'adimensional m/z, que denota la quantitat adimensional formada dividint el nombre màssic de l'ió pel seu nombre de càrrega.
La combinació de les dues equacions anteriors dóna: {\displaystyle \left({\frac {m}{Q}}\right)\mathbf {a} =\mathbf {E} +\mathbf {v} \times \mathbf {B} .}Aquesta equació diferencial és l'equació clàssica del moviment d'una partícula carregada en el buit. Juntament amb les condicions inicials de la partícula, determina el moviment de la partícula en l'espai i el temps. Revela immediatament que dues partícules amb la mateixa relació m / Q es comporten de la mateixa manera. És per això que la relació massa-càrrega és una quantitat física important en aquells camps científics on les partícules carregades interactuen amb camps magnètics o elèctrics.

### Excepcions
Hi ha efectes no clàssics que deriven de la mecànica quàntica, com ara l'efecte Stern-Gerlach que pot desviar el camí d'ions amb m / Q idèntic.

## Símbols i unitats
Els símbols recomanats per la IUPAC per a massa i càrrega són m i Q, respectivament, però també és molt comú utilitzar una q minúscula per a la càrrega. La càrrega és una propietat escalar, és a dir, que pot ser positiva (+) o negativa (−). El Coulomb (C) és la unitat SI de càrrega; tanmateix, es poden utilitzar altres unitats, com ara expressar la càrrega en termes de la càrrega elemental (e). La unitat SI de la magnitud física m / Q és el quilogram per coulomb.

### Espectrometria de masses im/z
Les unitats i la notació anteriors s'utilitzen quan es tracta de la física de l'espectrometria de masses; tanmateix, la notació m / z s'utilitza per a la variable independent en un espectre de masses. Aquesta notació facilita la interpretació de les dades, ja que numèricament està més relacionada amb el dalton. Per exemple, si un ió porta una càrrega, m/z és numèricament equivalent a la massa molecular o atòmica de l'ió en daltons (Da), on el valor numèric de m/Q és abstrús. La m fa referència al nombre de massa molecular o atòmica (nombre de nucleons) i z al nombre de càrrega de l'ió ; tanmateix, la quantitat de m/z és adimensional per definició. Un ió amb una massa de 100 Da (daltons) (m = 100) que porta dues càrregues (z = 2) s'observarà a m/z 50. Tanmateix, l'observació empírica m/z 50 és una equació amb dues incògnites i podria haver sorgit d'altres ions, com ara un ió de massa 50 Da que porta una càrrega. Per tant, l' m / z d'un ió per si sol no infereix ni la massa ni el nombre de càrregues. Es requereix informació addicional, com ara l'espaiat de masses entre els isotopòmers de massa o la relació entre múltiples estats de càrrega, per assignar l'estat de càrrega i inferir la massa de l'ió a partir de m/z. Aquesta informació addicional sovint està disponible, però no sempre. Així, la relació m / z s'utilitza principalment per informar d'una observació empírica en espectrometria de masses. Aquesta observació es pot utilitzar juntament amb altres proves per inferir posteriorment els atributs físics de l'ió, com ara la massa i la càrrega. En rares ocasions, el Thomson s'ha utilitzat com a unitat de l'eix x d'un espectre de masses.

## Història
Al segle XIX, les relacions massa-càrrega d'alguns ions es van mesurar mitjançant mètodes electroquímics.
El primer intent de mesurar la relació massa-càrrega de les partícules de raigs catòdics, assumint que són ions, va ser fet entre 1884 i 1890 pel físic britànic d'origen alemany Arthur Schuster. Va posar un límit superior de 10^10 coul/kg, però fins i tot això va donar un valor molt més gran del que s'esperava, per la qual cosa es va donar poca credibilitat als seus càlculs en aquell moment.
El 1897, JJ Thomson va mesurar per primera vegada la relació massa-càrrega de l'electró. Fent això, va demostrar que l'electró era de fet una partícula amb una massa i una càrrega, i que la seva relació massa-càrrega era molt més petita que la de l'ió d'hidrogen H+. El 1898, Wilhelm Wien va separar els ions (raigs canal) segons la seva relació massa-càrrega amb un dispositiu òptic iònic amb camps elèctrics i magnètics superposats (filtre de Wien). El 1901, Walter Kaufman va mesurar l'augment de la massa electromagnètica dels electrons ràpids (experiments de Kaufmann-Bucherer-Neumann), o l'augment de la massa relativista en termes moderns. El 1913, Thomson va mesurar la relació massa-càrrega dels ions amb un instrument que va anomenar espectrògraf de paràbola. Avui dia, un instrument que mesura la relació massa-càrrega de les partícules carregades s'anomena espectròmetre de masses.

## Relació càrrega-massa

B és uniforme a tot arreu; E només existeix on es mostra.

La relació càrrega-massa (Q/m) d'un objecte és, com el seu nom indica, la càrrega d'un objecte dividida per la massa del mateix objecte. Aquesta quantitat generalment només és útil per a objectes que es poden tractar com a partícules. Per a objectes estesos, la càrrega total, la densitat de càrrega, la massa total i la densitat de massa sovint són més útils.
Derivació:{\displaystyle qvB=mv{\frac {v}{r}}} o
| {\displaystyle {\frac {q}{m}}={\frac {v}{Br}}} | \| \| \| \| \| \| \| \| | (1) |
|                                                |                         |     |
|                                                |                         |     |

Des de {\displaystyle F_{\text{electric}}=F_{\text{magnetic}}}, {\displaystyle Eq=Bqv} o
| {\displaystyle v={\frac {E}{B}}} | \| \| \| \| \| \| \| \| | (2) |
|                                  |                         |     |
|                                  |                         |     |

Les equacions (1) i (2) donen {\displaystyle {\frac {q}{m}}={\frac {E}{B^{2}r}}}

### Importància
En alguns experiments, la relació càrrega-massa és l'única quantitat que es pot mesurar directament. Sovint, la càrrega es pot inferir a partir de consideracions teòriques, de manera que la relació càrrega-massa proporciona una manera de calcular la massa d'una partícula.
Sovint, la relació càrrega-massa es pot determinar observant la desviació d'una partícula carregada en un camp magnètic extern. L'equació del ciclotró, combinada amb altra informació com l'energia cinètica de la partícula, donarà la relació càrrega-massa. Una aplicació d'aquest principi és l'espectròmetre de masses. El mateix principi es pot utilitzar per extreure informació en experiments que impliquen la cambra de boira.
La relació entre les forces electroestàtiques i gravitacionals entre dues partícules serà proporcional al producte de les seves relacions càrrega-massa. Resulta que les forces gravitacionals són insignificants a nivell subatòmic, a causa de les masses extremadament petites de les partícules subatòmiques.

### Electró
El quocient de càrrega a massa de l'electró, {\displaystyle -e/m_{e}}, és una quantitat que es pot mesurar en física experimental. Té importància perquè la massa de l'electró m e és difícil de mesurar directament, i en canvi es deriva de mesures de la càrrega elemental e i {\displaystyle e/m_{e}}. També té una importància històrica; la relació Q / m de l'electró va ser calculada amb èxit per J. J. Thomson el 1897, i amb més èxit per Dunnington, que implica el moment angular i la desviació deguda a un camp magnètic perpendicular. La mesura de Thomson el va convèncer que els raigs catòdics eren partícules, que més tard es van identificar com a electrons, i generalment se li atribueix el seu descobriment.
El valor recomanat per CODATA és −e/me = −1,758 820 150(44) × 1011 C/kg CODATA es refereix a això com el quocient de càrrega-massa de l'electró, però la relació encara s'utilitza habitualment.
Hi ha dues altres maneres habituals de mesurar la relació càrrega-massa d'un electró, a part dels mètodes de Thomson i Dunnington.
1. El mètode del magnetró: utilitzant una vàlvula GRD7 (vàlvula Ferranti),  els electrons són expulsats d'un filament de tungstè calent cap a un ànode. L'electró es desvia llavors mitjançant un solenoide. A partir del corrent al solenoide i el corrent a la vàlvula Ferranti, es pot calcular e/m.
2. Mètode del tub de feix fi: un escalfador escalfa un càtode, que emet electrons. Els electrons s'acceleren a través d'un potencial conegut, per la qual cosa la velocitat dels electrons és coneguda. La trajectòria del feix es pot veure quan els electrons s'acceleren a través d'un gas heli (He). Les col·lisions entre els electrons i el gas heli produeixen un rastre visible. Un parell de bobines de Helmholtz produeixen un camp magnètic uniforme i mesurable en angle recte amb el feix d'electrons. Aquest camp magnètic desvia el feix d'electrons en una trajectòria circular. Mesurant el potencial d'acceleració (volts), el corrent (amperes) a les bobines de Helmholtz i el radi del feix d'electrons, es pot calcular e/m.[7]

### Efecte Zeeman
La relació càrrega-massa d'un electró també es pot mesurar amb l'efecte Zeeman, que dóna lloc a divisions d'energia en presència d'un camp magnètic B : {\displaystyle \Delta E={\frac {e\hbar B}{2m}}(m_{j,f}g_{J,f}-m_{j,i}g_{J,i})}Aquí m j són valors enters quàntics que van de −j a j, amb j com a valor propi de l'operador de moment angular total J, amb [ 2 ]
{\displaystyle \mathbf {J} =\mathbf {L} +\mathbf {S} }
on S és l'operador d'espín amb valor propi s i L és l'operador de moment angular amb valor propi l. gJ és el factor g de Landé, calculat com {\displaystyle g_{J}=1+{\frac {j(j+1)+s(s+1)-l(l+1)}{2j(j+1)}}}El canvi d'energia també es dóna en termes de freqüència υ i longitud d'ona λ com a
{\displaystyle \Delta E=h\Delta \nu =hc\Delta \left({\frac {1}{\lambda }}\right)=hc{\frac {\Delta \lambda }{\lambda ^{2}}}}Les mesures de l'efecte Zeeman impliquen habitualment l'ús d'un interferòmetre Fabry-Pérot, amb llum d'una font (col·locada en un camp magnètic) que passa entre dos miralls de l'interferòmetre. Si δ D és el canvi en la separació de miralls necessari per fer coincidir l'anell d'ordre m de longitud d'ona λ + Δλ amb el de longitud d'ona λ, i Δ/ D fa coincidir l'anell (m + 1)th de longitud d'ona λ amb l'anell d'ordre m, aleshores
{\displaystyle \Delta \lambda =\lambda ^{2}{\frac {\delta D}{2D\Delta D}}.}D'això es dedueix que
{\displaystyle hc{\frac {\Delta \lambda }{\lambda ^{2}}}=hc{\frac {\delta D}{2D\Delta D}}={\frac {e\hbar B}{2m}}(m_{j,f}g_{J,f}-m_{j,i}g_{J,i})\,.}Reorganitzant, és possible resoldre la relació càrrega-massa d'un electró com a
{\displaystyle {\frac {e}{m}}={\frac {4\pi c}{B(m_{j,f}g_{J,f}-m_{j,i}g_{J,i})}}{\frac {\delta D}{D\Delta D}}\,.}